# 花らんまん
『花らんまん』（はな - ）は、1988年4月4日から9月30日までの月曜日-金曜日に、よみうりテレビ制作の朝の連続ドラマシリーズで放送された帯ドラマである。よみうりテレビでは、午前8時30分～8時55分（JST）に放送、日本テレビでは午前10時00分～10時25分に放送されていた。

## 概要
愛媛県松山市を舞台としている。戦後の混乱期に大阪で「白鳩母子の家」を設立し、夫を失った母子たちを救った片桐ヨシノの半生をモデルに、初の母子ホームを作った女性の姿を描いた。

## キャスト
- 宇野巴：野村真美
- 宇野憲吉：井上純一
- 宇野憲太郎：直井健一郎
- 宇野イク：赤木春恵
- きぬ：松原智恵子
- 一平：白龍光洋（現・嘉島典俊）
- 野川由美子
- 岸田智史（現・岸田敏志）
- 笑福亭仁鶴
- 酒井敏也
- ミヤコ蝶々
- 内藤剛志
- 河原崎長一郎
- 林与一
- 島かおり
- 宮川一朗太
- 山像かおり
- 加賀千景
- 尾崎磨基
- 沢井桂子
- 白倉慎介
- 中原ひとみ

- ナレーター：中田喜子

## スタッフ
- 脚本：秋田佐知子、清水曙美
- 演出：高橋繁男、山本和夫
- 音楽：竹田由彦

## 主題歌
- 「漂泊の海へ」（歌：加藤登紀子）
  - 作詞：石坂まさを／作曲：加藤登紀子／編曲：深町純